# Dömötör-torony

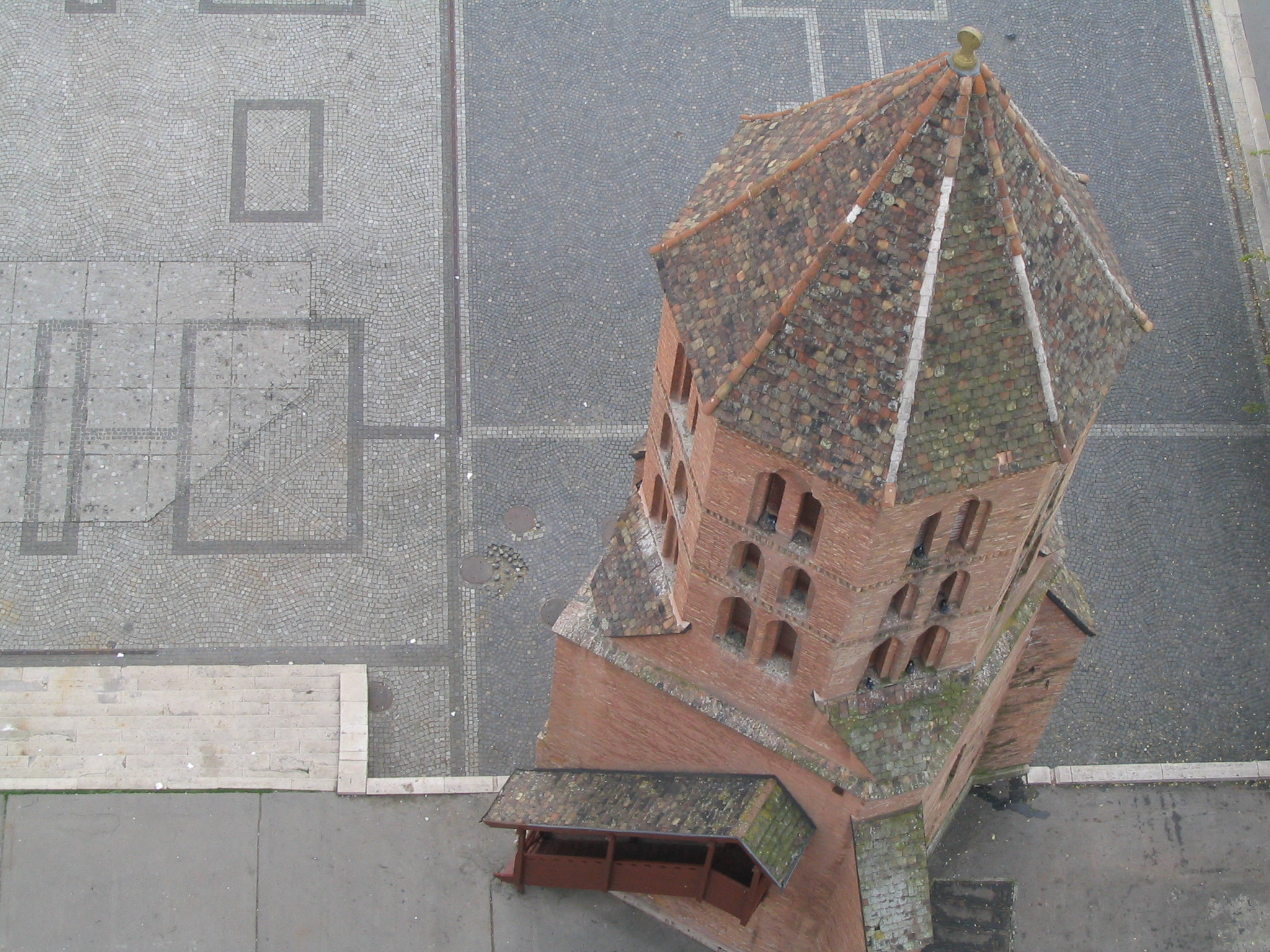
A Dömötör-torony a Fogadalmi templom tornyából nézve

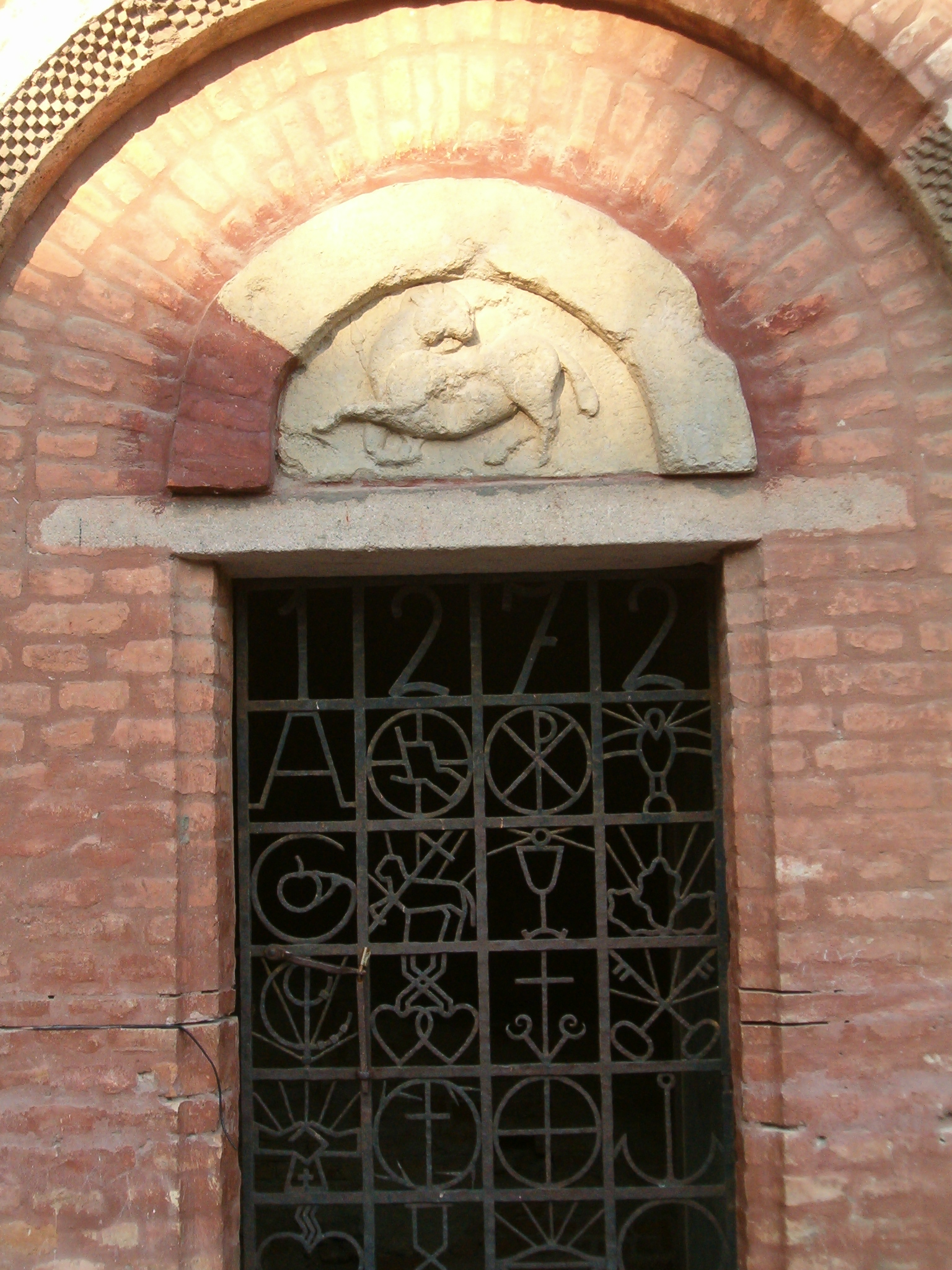
A Kőbárány és az élet kapuja

A Dömötör-torony Szeged legidősebb, 11. század alapokon nyugvó építménye, a mai Fogadalmi templom (Dóm) helyén állt Szent Demeter-templom egyetlen meghagyott tornya.

## Története
A templom első említése 1199-ből származik. Fennállása évszázadai alatt számos alkalommal átépítették, a 18. századra nyerte el végső formáját. 1709-ben még hat ablaksora (emelete) volt. 1913-ban döntött a város a lebontásáról, hogy a helyén épüljön fel a Foerk Ernő tervezte Fogadalmi templom. A Szent Demeter-templom bontásakor került elő annak falába építve a Dömötör-torony. 1931-ben felújították, és keresztelőkápolnává alakították. Rerrich Béla munkája a torony művészi restaurációja. A falába a vár bontása során előkerült román kori szobrokat, a toronyba vágott új ajtó íves felső részébe pedig Szeged legrégebbi szobrát, a 12. századi „kőbárányt” illesztették. A kápolna belsejét Aba-Novák Vilmos falfestményei díszítik, amelyekkel a művész 1932-ben aranyérmet nyert a páduai egyházművészeti kiállításon. A torony kovácsoltvas kapuja a keresztény liturgia jelképeivel az emberi élet egyes mozzanatait mutatja be, e kovácsoltvas ajtót is Rerrich Béla tervezte. A torony gyakran képezi részét a Szegedi Szabadtéri Játékok díszleteinek.